# Vanessa Wagner (Judoka)
Vanessa Wagner (* 29. März 2002 in Görlitz) ist eine deutsche Para-Judoka.

## Leben
Vanessa Wagner wurde 2002 in Görlitz geboren. Sie ist von Geburt an blind und besuchte die Deutsche Blindenstudienanstalt in Marburg (Lahn), wo sie 2023 ihre Abiturprüfung ablegte und den Judo-Sport im Verein SSG Blista Marburg trainierte. Im Mai 2023 kündigte sie in einem Interview an, dass sie umziehen und ein Studium in Heidelberg aufnehmen werde, weil sich dort auch ein Olympiastützpunkt befindet.
Mit dem Judotraining begann Wagner 2012, nachdem sie in der Zeitung von einem blinden Menschen gelesen hatte, der sich mit Judo wirksam gegen einen Überfall verteidigen konnte. Da Wagner von Geburt an blind ist, kämpft sie in der Startklasse J1. Sie ist Mitglied im Hessischen Behinderten- und Rehabilitationssportverbands (HBRS) und im Hessischen Judoverband (HJV).
Im Mai 2022 errang Wagner beim IBSA World Cup in Nur-Sultan (Kasachstan) die Silbermedaille. Anfang September 2022 debütierte Wagner bei der Para-Judo-Europameisterschaft in Italien und gewann die Bronzemedaille.
Bei der vom DBS veranstalteten Internationalen Deutschen Einzelmeisterschaft (IDEM) für Para-Judoka 2023 in Heidelberg errang sie den 1. Platz, beim Para-Judo Grand Prix 2024 der IBSA in Heidelberg verlor sie jedoch gleich den ersten Kampf.
Für die Sommer-Paralympics 2024 wurde Wagner nicht nominiert.

## Erfolge
Weltmeisterschaften
- 2022: 2.[4][7] oder 9.[1] Platz: Einzel (bis 57 kg)

Europameisterschaften
- 2022: 3. Platz Einzel (bis 57 kg)
- 2023: 5. Platz Einzel (bis 57 kg)